# Traby (Polska)
Traby – wieś w Polsce położona w województwie łódzkim, w powiecie łowickim, w gminie Bielawy.
W latach 1975–1998 miejscowość administracyjnie należała do województwa skierniewickiego.